# Brad Schumacher
Bradley Darrell Schumacher (né le 6 mars 1974) est un nageur et poloïste américain. Lors des Jeux olympiques d'été de 1996 disputés à Atlanta, il remporte deux médailles d'or aux relais 4 x 100 m nage libre et 4 x 200 m nage libre. Aux Jeux olympiques de Sydney en 2000, il est sélectionné dans l'équipe américaine de water-polo qui termine sixième du tournoi.

## Palmarès
- médaille d'or au relais 4 x 100 m nage libre aux Jeux olympiques d'Atlanta en 1996
- médaille d'or au relais 4 x 200 m nage libre aux Jeux olympiques d'Atlanta en 1996
- médaille d'or au 4 x 100 m nage libre aux Championnats pan-pacifiques 1997